# Геллард, Ким
Ким Гелла́рд (англ. Kim Gellard) — канадская кёрлингистка.
Играла на позициях третьего и четвёртого.

## Достижения
- Чемпионат мира по кёрлингу среди женщин: золото (1996).
- Чемпионат Канады по кёрлингу среди женщин: золото (1996).
- Чемпионат мира по кёрлингу среди юниоров: золото (1994).
- Чемпионат Канады по кёрлингу среди юниоров: золото (1993), бронза (1992).
- Команда всех звёзд (англ. All-Star Team) чемпионата Канады среди женщин: 1996 (позиция «третьего»)[2].
- Команда всех звёзд (англ. All-Star Team) чемпионата мира среди юниоров: 1994 (позиция «четвёртого/скипа»).

## Команды
| Сезон   | Четвёртый        | Третий        | Второй          | Первый            | Запасной                         | Турниры             |
| ------- | ---------------- | ------------- | --------------- | ----------------- | -------------------------------- | ------------------- |
| 1990—91 | Deborah Green    | Ким Геллард   | Lisa Rowsell    | Коррин Беверидж   |                                  | ЧКЮ 1991 (6 место)  |
| 1991—92 | Heather Crockett | Ким Геллард   | Johnalee Fraser | Кори Беверидж     |                                  | ЧКЮ 1992            |
| 1992—93 | Ким Геллард      | Кори Беверидж | Лиза Сэвидж     | Sandy Graham      |                                  | ЧКЮ 1993            |
| 1993—94 | Ким Геллард      | Кори Беверидж | Лиза Сэвидж     | Sandy Graham      | Heather Crockett                 | ЧМЮ 1994            |
| 1995—96 | Мэрилин Бодо     | Ким Геллард   | Кори Беверидж   | Джейн Хупер-Перру | Лиза Сэвидж                      | ЧК 1996 · ЧМ 1996   |
| 1996—97 | Мэрилин Бодо     | Ким Геллард   | Кори Беверидж   | Джейн Хупер-Перру | Лиза Сэвидж тренер: Mary Gellard | ЧК 1997 (8 место)   |
| 1997—98 | Мэрилин Бодо     | Ким Геллард   | Кори Беверидж   | Джейн Хупер-Перру |                                  | КООК 1997 (6 место) |
| 1998—99 | Ким Геллард      | Шерри Шейрич  | Sally Karam     | Allison Ross      | Mary Gellard                     | ЧК 1999 (9th)       |

(скипы выделены полужирным шрифтом)